# Phymatolithon
Phymatolithon Foslie, 1898  é o nome botânico  de um gênero de algas vermelhas pluricelulares da família Hapalidiaceae, subfamília Melobesioideae.

## Sinonímia
| - Agardhina Nardo, G.D., 1834 - Apora Gunnerus, 1768 - Eleutherospora Heydrich, 1900 | - Leptophytum W.H. Adey, 1966 - Nullipora J.B. de Lamarck, 1801 |

## Espécies
Atualmente apresenta 11 espécies taxonomicamente aceitas, entre elas:
- Phymatolithon calcareum (Pallas) W.H. Adey & D.L. McKibbin, 1970
- Lista de espécies do gênero Phymatolithon